# Brasil en la Copa Oro Femenina de la Concacaf de 2024
La Copa Oro Femenina de la Concacaf de 2024 se llevó a cabo del 20 al 10 de marzo Brasil fue uno de los 12 participantes.

## Plantel
Entrenador:  Arthur Elias
La plantilla final fue anunciada el 1 de febrero de 2024.El 14 de febrero, Letícia Izidoro fue descartada tras conocerse que sufrió una rotura de ligamento cruzado anterior en su rodilla, siendo sustituida por Gabi Barbieri.
| No. | Pos. | Jugadora       | Fecha de nacimiento (edad)         | Apa. | Goles | Club                |
| --- | ---- | -------------- | ---------------------------------- | ---- | ----- | ------------------- |
| 1   | POR  | Luciana        | 24 de julio de 1987 (36 años)      | 39   | 0     | Ferroviária         |
| 2   | DEF  | Antônia        | 26 de abril de 1994 (29 años)      | 25   | 0     | Levante             |
| 3   | DEF  | Tarciane       | 27 de mayo de 2003 (20 años)       | 1    | 0     | Corinthians         |
| 4   | DEF  | Rafaelle Souza | 18 de junio de 1991 (32 años)      | 82   | 8     | Orlando Pride       |
| 5   | DEF  | Thais Ferreira | 01 de mayo de 1996 (27 años)       | 5    | 0     | UD Tenerife         |
| 6   | DEF  | Yasmim         | 28 de octubre de 1996 (26 años)    | 3    | 1     | Corinthians         |
| 7   | DEL  | Debinha        | 20 de octubre de 1991 (31 años)    | 134  | 58    | Kansas City Current |
| 8   | MED  | Ary Borges     | 28 de diciembre de 1999 (23 años)  | 28   | 5     | Racing Louisville   |
| 9   | DEL  | Gabi Nunes     | 10 de marzo de 1997 (26 años)      | 22   | 4     | Levante             |
| 10  | DEL  | Bia Zaneratto  | 17 de diciembre de 1993 (29 años)  | 110  | 37    | Kansas City Current |
| 11  | DEL  | Adriana        | 17 de noviembre de 1996 (26 años)  | 43   | 12    | Orlando Pride       |
| 12  | POR  | Gabi Barbieri  | 7 de marzo de 2003 (20 años)       | 0    | 0     | Flamengo            |
| 13  | DEF  | Bia Menezes    | 25 de junio de 1997 (26 años)      | 0    | 0     | São Paulo           |
| 14  | DEF  | Lauren         | 13 de septiembre de 2002 (20 años) | 10   | 0     | Kansas City Current |
| 15  | MED  | Julia Bianchi  | 7 de octubre de 1997 (25 años)     | 12   | 2     | Chicago Red Stars   |
| 16  | MED  | Vitória Yaya   | 23 de enero de 2000 (23 años)      | 1    | 0     | Corinthians         |
| 17  | MED  | Aline Milene   | 8 de abril de 1998 (25 años)       | 10   | 1     | São Paulo           |
| 18  | DEL  | Gabi Portilho  | 18 de julio de 1995 (28 años)      | 11   | 0     | Corinthians         |
| 19  | DEL  | Geyse          | 27 de marzo de 1998 (25 años)      | 48   | 7     | Manchester United   |
| 20  | MED  | Duda Sampaio   | 18 de mayo de 2001 (22 años)       | 13   | 2     | Corinthians         |
| 21  | DEL  | Duda Santos    | 24 de marzo de 1996 (27 años)      | 8    | 2     | Ferroviária         |
| 22  | POR  | Amanda Coimbra | 15 de junio de 2002 (21 años)      | 0    | 0     | Fluminense          |
| 23  | DEL  | Aline Gomes    | 7 de julio de 2005 (18 años)       | 1    | 0     | Ferroviária         |

## Participación

### Partidos
| Fecha         | Ciudad      | Instancia        |                |                           | Resultado |                        |             |
| ------------- | ----------- | ---------------- | -------------- | ------------------------- | --------- | ---------------------- | ----------- |
| 21 de febrero | Carson      | Fase de grupos   | Brasil         | Bandera de Brasil         | 1:0 (0:0) | Bandera de Puerto Rico | Puerto Rico |
| 24 de febrero | Carson      | Fase de grupos   | Colombia       | Bandera de Colombia       | 0:1 (0:1) | Bandera de Brasil      | Brasil      |
| 27 de febrero | Carson      | Fase de grupos   | Brasil         | Bandera de Brasil         | 5:0 (3:0) | Bandera de Panamá      | Panamá      |
| 2 de marzo    | Los Ángeles | Cuartos de final | Brasil         | Bandera de Brasil         | 5:1 (2:0) | Bandera de Argentina   | Argentina   |
| 6 de marzo    | San Diego   | Semifinales      | Brasil         | Bandera de Brasil         | 3:0 (2:0) | Bandera de México      | México      |
| 10 de marzo   | San Diego   | Final            | Estados Unidos | Bandera de Estados Unidos | 1:0 (1:0) | Bandera de Brasil      | Brasil      |

### Primera fase - Grupo B

#### Posiciones
| Equipo      | Pts | PJ | PG | PE | PP | GF | GC | Dif |
| ----------- | --- | -- | -- | -- | -- | -- | -- | --- |
| Brasil      | 9   | 3  | 3  | 0  | 0  | 7  | 0  | 7   |
| Colombia    | 6   | 3  | 2  | 0  | 1  | 8  | 1  | 7   |
| Puerto Rico | 3   | 3  | 1  | 0  | 2  | 2  | 4  | –2  |
| Panamá      | 0   | 3  | 0  | 0  | 3  | 1  | 13 | −12 |

|  | Clasificados a los cuartos de final.                                           |
|  | Posible clasificación a los cuartos de final como uno de los mejores terceros. |

#### Brasil vs. Puerto Rico
| 21 de febrero de 2024, 19:15 | Brasil    | 1:0 (0:0)        | Puerto Rico | Snapdragon Stadium, San Diego                                           |                                                                         |
|                              | Nunes 81' | Concacaf Reporte |             | Asistencia: 935 espectadores Árbitra: Natalie Simom VAR: Tatiana Guzmán | Asistencia: 935 espectadores Árbitra: Natalie Simom VAR: Tatiana Guzmán |

| 1          | Guardameta     | Luciana       |     |
| 15         | Defensa        | Julia Bianchi |     |
| 14         | Defensa        | Lauren        | 64' |
| 4          | Defensa        | Rafaelle      |     |
| 13         | Defensa        | Bia Menezes   | 64' |
| 8          | Centrocampista | Ary Borges    | 71' |
| 17         | Centrocampista | Aline Milene  |     |
| 11         | Centrocampista | Adriana       | 85' |
| 10         | Centrocampista | Bia Zaneratto | 71' |
| 7          | Centrocampista | Debinha       |     |
| 21         | Delantero      | Duda Santos   |     |
| Entrenador | Entrenador     | Arthur Elias  |     |

| 12         | Guardameta     | Sydney Martínez    |     |
| 2          | Defensa        | Verónica García    | 87' |
| 5          | Defensa        | Madison Cox        |     |
| 16         | Defensa        | Amber DiOrio       |     |
| 4          | Defensa        | Bryana Pizarro     | 87' |
| 19         | Centrocampista | Danielle Marcano   |     |
| 21         | Centrocampista | Sarah Martínez     |     |
| 10         | Centrocampista | Nickolette Driesse |     |
| 14         | Centrocampista | Jill Aguilera      |     |
| 17         | Delantero      | Juelle Love        | 72' |
| 3          | Delantero      | Jailene de Jesús   | 53' |
| Entrenador | Entrenador     | Nat González       |     |

| 2  | Defensa   | Antônia     | 64' |
| 6  | Defensa   | Yasmim      | 64' |
| 19 | Delantero | Geyse       | 71' |
| 9  | Delantero | Gabi Nunes  | 71' |
| 23 | Delantero | Aline Gomes | 85' |

| 8  | Centrocampista | Skylynn Rodríguez 53' | 73' |
| 9  | Delantero      | Gloria Douglas 72'    |     |
| 15 | Centrocampista | Ashley McMahon        | 73' |
| 13 | Defensa        | Isabel Martínez 87'   |     |
| 20 | Defensa        | Imani Morlock 87'     |     |

| Anotado | 81' | Gabi Nunes | 1:0 |

| Amonestado | 79' | Yasmim |

| Árbitra             | Natalie Simom    |
| Árbitras asistentes | Felisha Mariscal |
| Árbitras asistentes | Meghan Mullen    |
| Cuarto árbitro      | Merlin Vanessa   |
| VAR                 | Tatiana Guzmán   |
| Adicional VAR       | Francia González |

| 1          | Guardameta     | Luciana       |     |
| 15         | Defensa        | Julia Bianchi |     |
| 14         | Defensa        | Lauren        | 64' |
| 4          | Defensa        | Rafaelle      |     |
| 13         | Defensa        | Bia Menezes   | 64' |
| 8          | Centrocampista | Ary Borges    | 71' |
| 17         | Centrocampista | Aline Milene  |     |
| 11         | Centrocampista | Adriana       | 85' |
| 10         | Centrocampista | Bia Zaneratto | 71' |
| 7          | Centrocampista | Debinha       |     |
| 21         | Delantero      | Duda Santos   |     |
| Entrenador | Entrenador     | Arthur Elias  |     |

| 12         | Guardameta     | Sydney Martínez    |     |
| 2          | Defensa        | Verónica García    | 87' |
| 5          | Defensa        | Madison Cox        |     |
| 16         | Defensa        | Amber DiOrio       |     |
| 4          | Defensa        | Bryana Pizarro     | 87' |
| 19         | Centrocampista | Danielle Marcano   |     |
| 21         | Centrocampista | Sarah Martínez     |     |
| 10         | Centrocampista | Nickolette Driesse |     |
| 14         | Centrocampista | Jill Aguilera      |     |
| 17         | Delantero      | Juelle Love        | 72' |
| 3          | Delantero      | Jailene de Jesús   | 53' |
| Entrenador | Entrenador     | Nat González       |     |

| 2  | Defensa   | Antônia     | 64' |
| 6  | Defensa   | Yasmim      | 64' |
| 19 | Delantero | Geyse       | 71' |
| 9  | Delantero | Gabi Nunes  | 71' |
| 23 | Delantero | Aline Gomes | 85' |

| 8  | Centrocampista | Skylynn Rodríguez 53' | 73' |
| 9  | Delantero      | Gloria Douglas 72'    |     |
| 15 | Centrocampista | Ashley McMahon        | 73' |
| 13 | Defensa        | Isabel Martínez 87'   |     |
| 20 | Defensa        | Imani Morlock 87'     |     |

| Anotado | 81' | Gabi Nunes | 1:0 |

| Amonestado | 79' | Yasmim |

| Árbitra             | Natalie Simom    |
| Árbitras asistentes | Felisha Mariscal |
| Árbitras asistentes | Meghan Mullen    |
| Cuarto árbitro      | Merlin Vanessa   |
| VAR                 | Tatiana Guzmán   |
| Adicional VAR       | Francia González |

| Estadísticas      | Bandera de Brasil | Bandera de Puerto Rico |
| Tiros             | 35                | 5                      |
| Tiros a puerta    | 8                 | 3                      |
| Faltas            | 8                 | 6                      |
| Saques de esquina | 14                | 1                      |
| Penaltis          | 0                 | 0                      |
| Fueras de juego   | 2                 | 1                      |
| Posesión de balón | 63%               | 37%                    |

#### Colombia vs. Brasil
| 24 de febrero de 2024, 19:15 | Colombia | 0:1 (0:1)        | Brasil    | Snapdragon Stadium, San Diego                                              |                                                                            |
|                              |          | Concacaf Reporte | Santos 6' | Asistencia: 4 799 espectadores Árbitra: Tori Penso VAR: Ekaterina Koroleva | Asistencia: 4 799 espectadores Árbitra: Tori Penso VAR: Ekaterina Koroleva |

| 1          | Guardameta     | Natalia Giraldo  |       |
| 17         | Defensa        | Carolina Arias   |       |
| 19         | Defensa        | Jorelyn Carabalí |       |
| 3          | Defensa        | Daniela Arias    |       |
| 2          | Defensa        | Manuela Vanegas  |       |
| 5          | Centrocampista | Lorena Bedoya    |       |
| 8          | Centrocampista | Marcela Restrepo | 90+2' |
| 6          | Centrocampista | Daniela Montoya  | 69'   |
| 13         | Centrocampista | Ilana Izquierdo  |       |
| 18         | Centrocampista | Linda Caicedo    |       |
| 11         | Delantero      | Catalina Usme    |       |
| Entrenador | Entrenador     | Ángelo Marsiglia |       |

| 1          | Guardameta     | Luciana       |     |
| 2          | Defensa        | Antônia       |     |
| 3          | Defensa        | Tarciane      |     |
| 4          | Defensa        | Rafaelle      |     |
| 6          | Defensa        | Yasmim        |     |
| 11         | Centrocampista | Adriana       | 63' |
| 20         | Centrocampista | Duda Sampaio  | 88' |
| 21         | Centrocampista | Duda Santos   | 63' |
| 18         | Centrocampista | Gabi Portilho |     |
| 9          | Delantero      | Gabi Nunes    | 84' |
| 10         | Delantero      | Bia Zaneratto | 63' |
| Entrenador | Entrenador     | Arthur Elias  |     |

| 15 | Delantero | Manuela Paví   | 69'   |
| 4  | Defensa   | Fabiana Yantén | 90+2' |

| 7  | Delantero      | Debinha      | 63' |
| 8  | Centrocampista | Ary Borges   | 63' |
| 19 | Delantero      | Geyse        | 63' |
| 17 | Centrocampista | Aline Milene | 84' |
| 16 | Centrocampista | Vitória Yaya | 88' |

| Anotado | 6' | Duda Santos | 0:1 |

| Amonestado | 21' | Catalina Usme   |  |
| Amonestado | 33' | Daniela Montoya |  |
| Amonestado | 59' | Daniela Arias   |  |

| Amonestado | 69' | Ary Borges |  |
| Amonestado | 74' | Yasmin     |  |

| Árbitra             | Tori Penso         |
| Árbitras asistentes | Brooke Mayo        |
| Árbitras asistentes | Kathryn Nesbitt    |
| Cuarta árbitra      | Sandra Benítez     |
| VAR                 | Ekaterina Koroleva |
| Adicional VAR       | Amairani Garcia    |

| 1          | Guardameta     | Natalia Giraldo  |       |
| 17         | Defensa        | Carolina Arias   |       |
| 19         | Defensa        | Jorelyn Carabalí |       |
| 3          | Defensa        | Daniela Arias    |       |
| 2          | Defensa        | Manuela Vanegas  |       |
| 5          | Centrocampista | Lorena Bedoya    |       |
| 8          | Centrocampista | Marcela Restrepo | 90+2' |
| 6          | Centrocampista | Daniela Montoya  | 69'   |
| 13         | Centrocampista | Ilana Izquierdo  |       |
| 18         | Centrocampista | Linda Caicedo    |       |
| 11         | Delantero      | Catalina Usme    |       |
| Entrenador | Entrenador     | Ángelo Marsiglia |       |

| 1          | Guardameta     | Luciana       |     |
| 2          | Defensa        | Antônia       |     |
| 3          | Defensa        | Tarciane      |     |
| 4          | Defensa        | Rafaelle      |     |
| 6          | Defensa        | Yasmim        |     |
| 11         | Centrocampista | Adriana       | 63' |
| 20         | Centrocampista | Duda Sampaio  | 88' |
| 21         | Centrocampista | Duda Santos   | 63' |
| 18         | Centrocampista | Gabi Portilho |     |
| 9          | Delantero      | Gabi Nunes    | 84' |
| 10         | Delantero      | Bia Zaneratto | 63' |
| Entrenador | Entrenador     | Arthur Elias  |     |

| 15 | Delantero | Manuela Paví   | 69'   |
| 4  | Defensa   | Fabiana Yantén | 90+2' |

| 7  | Delantero      | Debinha      | 63' |
| 8  | Centrocampista | Ary Borges   | 63' |
| 19 | Delantero      | Geyse        | 63' |
| 17 | Centrocampista | Aline Milene | 84' |
| 16 | Centrocampista | Vitória Yaya | 88' |

| Anotado | 6' | Duda Santos | 0:1 |

| Amonestado | 21' | Catalina Usme   |  |
| Amonestado | 33' | Daniela Montoya |  |
| Amonestado | 59' | Daniela Arias   |  |

| Amonestado | 69' | Ary Borges |  |
| Amonestado | 74' | Yasmin     |  |

| Árbitra             | Tori Penso         |
| Árbitras asistentes | Brooke Mayo        |
| Árbitras asistentes | Kathryn Nesbitt    |
| Cuarta árbitra      | Sandra Benítez     |
| VAR                 | Ekaterina Koroleva |
| Adicional VAR       | Amairani Garcia    |

| Estadísticas      | Bandera de Colombia | Bandera de Brasil |
| Tiros             | 11                  | 14                |
| Tiros a puerta    | 0                   | 5                 |
| Faltas            | 13                  | 16                |
| Saques de esquina | 5                   | 7                 |
| Penaltis          | 0                   | 0                 |
| Fueras de juego   | 1                   | 1                 |
| Posesión de balón | 41%                 | 59%               |

#### Brasil vs. Panamá
| 27 de febrero de 2024, 19:15 | Brasil                                                   | 5:0 (3:0)        | Panamá | Snapdragon Stadium, San Diego                                                 |                                                                               |
|                              | Geyse 4', 74' · Menezes 10' · Rafaelle 23' · Debinha 51' | Concacaf Reporte |        | Asistencia: 1 811 espectadores Árbitra: Myriam Marcotte VAR: Daneon Parchment | Asistencia: 1 811 espectadores Árbitra: Myriam Marcotte VAR: Daneon Parchment |

| 12         | Guardameta     | Gabi Barbieri |     |
| 5          | Defensa        | Thais         |     |
| 14         | Defensa        | Lauren        | 79' |
| 4          | Defensa        | Rafaelle      | 46' |
| 23         | Centrocampista | Aline Gomes   | 65' |
| 15         | Centrocampista | Julia Bianchi |     |
| 8          | Centrocampista | Ary Borges    | 46' |
| 13         | Centrocampista | Bia Menezes   |     |
| 10         | Delantero      | Bia Zaneratto | 46' |
| 19         | Delantero      | Geyse         |     |
| 7          | Delantero      | Debinha       |     |
| Entrenador | Entrenador     | Arthur Elias  |     |

| 12         | Guardameta     | Yenith Bailey        |     |
| 23         | Defensa        | Carina Baltrip-Reyes |     |
| 16         | Defensa        | Rebeca Espinosa      |     |
| 20         | Defensa        | Aldrith Quintero     | 67' |
| 3          | Defensa        | Wendy Natis          |     |
| 2          | Defensa        | Hilary Jaén          |     |
| 17         | Centrocampista | Kenia Rangel         | 82' |
| 11         | Centrocampista | Natalia Mills        | 61' |
| 10         | Centrocampista | Marta Cox            |     |
| 13         | Centrocampista | Riley Tanner         |     |
| 9          | Delantero      | Katherine Parris     | 82' |
| Entrenador | Entrenador     | Ignacio Quintana     |     |

| 2  | Defensa        | Antônia      | 46' |
| 16 | Centrocampista | Vitória Yaya | 46' |
| 9  | Delantero      | Gabi Nunes   | 46' |
| 11 | Delantero      | Adriana      | 65' |
| 21 | Delantero      | Duda Santos  | 79' |

| 4  | Defensa        | Katherine Castillo | 61' |
| 18 | Centrocampista | Erika Hernández    | 67' |
| 7  | Delantero      | Sherline King      | 82' |
| 14 | Centrocampista | Carmen Montenegro  | 82' |

| Anotado | 4'  | Geyse       | 1:0 |
| Anotado | 10' | Bia Menezes | 2:0 |
| Anotado | 23' | Rafaelle    | 3:0 |
| Anotado | 51' | Debinha     | 4:0 |
| Anotado | 74' | Geyse       | 5:0 |

| Amonestado | 62' | Bia Menezes |

| Amonestado | 52' | Marta Cox |

| Árbitra             | Myriam Marcotte           |
| Árbitras asistentes | Marie-Han Gagnon-Chretien |
| Árbitras asistentes | Melissa Snedden           |
| Cuarta árbitra      | Sandra Benítez            |
| VAR                 | Daneon Parchment          |
| Adicional VAR       | Ricardo Montero           |

| 12         | Guardameta     | Gabi Barbieri |     |
| 5          | Defensa        | Thais         |     |
| 14         | Defensa        | Lauren        | 79' |
| 4          | Defensa        | Rafaelle      | 46' |
| 23         | Centrocampista | Aline Gomes   | 65' |
| 15         | Centrocampista | Julia Bianchi |     |
| 8          | Centrocampista | Ary Borges    | 46' |
| 13         | Centrocampista | Bia Menezes   |     |
| 10         | Delantero      | Bia Zaneratto | 46' |
| 19         | Delantero      | Geyse         |     |
| 7          | Delantero      | Debinha       |     |
| Entrenador | Entrenador     | Arthur Elias  |     |

| 12         | Guardameta     | Yenith Bailey        |     |
| 23         | Defensa        | Carina Baltrip-Reyes |     |
| 16         | Defensa        | Rebeca Espinosa      |     |
| 20         | Defensa        | Aldrith Quintero     | 67' |
| 3          | Defensa        | Wendy Natis          |     |
| 2          | Defensa        | Hilary Jaén          |     |
| 17         | Centrocampista | Kenia Rangel         | 82' |
| 11         | Centrocampista | Natalia Mills        | 61' |
| 10         | Centrocampista | Marta Cox            |     |
| 13         | Centrocampista | Riley Tanner         |     |
| 9          | Delantero      | Katherine Parris     | 82' |
| Entrenador | Entrenador     | Ignacio Quintana     |     |

| 2  | Defensa        | Antônia      | 46' |
| 16 | Centrocampista | Vitória Yaya | 46' |
| 9  | Delantero      | Gabi Nunes   | 46' |
| 11 | Delantero      | Adriana      | 65' |
| 21 | Delantero      | Duda Santos  | 79' |

| 4  | Defensa        | Katherine Castillo | 61' |
| 18 | Centrocampista | Erika Hernández    | 67' |
| 7  | Delantero      | Sherline King      | 82' |
| 14 | Centrocampista | Carmen Montenegro  | 82' |

| Anotado | 4'  | Geyse       | 1:0 |
| Anotado | 10' | Bia Menezes | 2:0 |
| Anotado | 23' | Rafaelle    | 3:0 |
| Anotado | 51' | Debinha     | 4:0 |
| Anotado | 74' | Geyse       | 5:0 |

| Amonestado | 62' | Bia Menezes |

| Amonestado | 52' | Marta Cox |

| Árbitra             | Myriam Marcotte           |
| Árbitras asistentes | Marie-Han Gagnon-Chretien |
| Árbitras asistentes | Melissa Snedden           |
| Cuarta árbitra      | Sandra Benítez            |
| VAR                 | Daneon Parchment          |
| Adicional VAR       | Ricardo Montero           |

| Estadísticas      | Bandera de Brasil | Bandera de Panamá |
| Tiros             | 22                | 3                 |
| Tiros a puerta    | 10                | 1                 |
| Faltas            | 15                | 8                 |
| Saques de esquina | 13                | 0                 |
| Penaltis          | 0                 | 0                 |
| Fueras de juego   | 4                 | 0                 |
| Posesión de balón | 72%               | 28%               |

### Cuartos de final

#### Brasil vs. Argentina
| 2 de marzo de 2024, 19:15 | Brasil                                                   | 5:1 (2:0)        | Argentina      | BMO Stadium, Los Ángeles                                                  |                                                                           |
|                           | Yaya 19' · Yasmim 36' · Zaneratto 54', 90+5' · Nunes 62' | Concacaf Reporte | Dos Santos 82' | Asistencia: 2 824 espectadores Árbitra: Myriam Marcotte VAR: Drew Fischer | Asistencia: 2 824 espectadores Árbitra: Myriam Marcotte VAR: Drew Fischer |

| 1          | Guardameta     | Luciana       |     |
| 2          | Defensa        | Antônia       |     |
| 5          | Defensa        | Thais         |     |
| 4          | Defensa        | Rafaelle      | 68' |
| 18         | Centrocampista | Gabi Portilho | 63' |
| 10         | Centrocampista | Bia Zaneratto |     |
| 6          | Centrocampista | Yasmim        |     |
| 16         | Centrocampista | Vitória Yaya  | 78' |
| 21         | Centrocampista | Duda Santos   |     |
| 20         | Delantero      | Duda Sampaio  | 64' |
| 9          | Delantero      | Gabi Nunes    | 64' |
| Entrenador | Entrenador     | Arthur Elias  |     |

| 12         | Guardameta     | Laurina Oliveros    |     |
| 4          | Defensa        | Julieta Cruz        |     |
| 14         | Defensa        | Miriam Mayorga      |     |
| 13         | Defensa        | Sophia Braun        |     |
| 6          | Defensa        | Aldana Cometti      | 58' |
| 3          | Defensa        | Eliana Stabile      |     |
| 5          | Centrocampista | Vanina Preininger   | 75' |
| 18         | Centrocampista | Celeste Dos Santos  |     |
| 10         | Centrocampista | Dalila Ippólito     | 87' |
| 19         | Delantero      | Mariana Larroquette | 75' |
| 7          | Delantero      | Romina Núñez        | 46' |
| Entrenador | Entrenador     | Germán Portanova    |     |

| 11 | Delantero      | Adriana       | 63' |
| 19 | Delantero      | Geyse         | 64' |
| 8  | Centrocampista | Ary Borges    | 64' |
| 17 | Centrocampista | Aline Milene  | 68' |
| 15 | Centrocampista | Julia Bianchi | 78' |

| 11 | Delantero      | Yamila Rodríguez   | 46' |
| 17 | Centrocampista | Camila Gómez Ares  | 58' |
| 15 | Centrocampista | Maricel Pereyra    | 75' |
| 21 | Defensa        | Catalina Roggerone | 75' |
| 9  | Delantero      | Estefanía Palomar  | 87' |

| Anotado | 19'   | Vitória Yaya  | 1:0 |
| Anotado | 36'   | Yasmin        | 2:0 |
| Anotado | 54'   | Bia Zaneratto | 3:0 |
| Anotado | 62'   | Gabi Nunes    | 4:0 |
| Anotado | 90+5' | Bia Zaneratto | 5:1 |

| Anotado | 81' | Celeste Dos Santos | 4:1 |

| Amonestado | 14' | Rafaelle |

| Amonestado | 51' | Julieta Cruz |

| Árbitra             | Myriam Marcotte     |
| Árbitras asistentes | Marie-Han Chretien  |
| Árbitras asistentes | Melissa Snedden     |
| Cuarta árbitra      | Carly Shaw-MacLaren |
| VAR                 | Drew Fischer        |
| Adicional VAR       | Chantal Boudreau    |

| 1          | Guardameta     | Luciana       |     |
| 2          | Defensa        | Antônia       |     |
| 5          | Defensa        | Thais         |     |
| 4          | Defensa        | Rafaelle      | 68' |
| 18         | Centrocampista | Gabi Portilho | 63' |
| 10         | Centrocampista | Bia Zaneratto |     |
| 6          | Centrocampista | Yasmim        |     |
| 16         | Centrocampista | Vitória Yaya  | 78' |
| 21         | Centrocampista | Duda Santos   |     |
| 20         | Delantero      | Duda Sampaio  | 64' |
| 9          | Delantero      | Gabi Nunes    | 64' |
| Entrenador | Entrenador     | Arthur Elias  |     |

| 12         | Guardameta     | Laurina Oliveros    |     |
| 4          | Defensa        | Julieta Cruz        |     |
| 14         | Defensa        | Miriam Mayorga      |     |
| 13         | Defensa        | Sophia Braun        |     |
| 6          | Defensa        | Aldana Cometti      | 58' |
| 3          | Defensa        | Eliana Stabile      |     |
| 5          | Centrocampista | Vanina Preininger   | 75' |
| 18         | Centrocampista | Celeste Dos Santos  |     |
| 10         | Centrocampista | Dalila Ippólito     | 87' |
| 19         | Delantero      | Mariana Larroquette | 75' |
| 7          | Delantero      | Romina Núñez        | 46' |
| Entrenador | Entrenador     | Germán Portanova    |     |

| 11 | Delantero      | Adriana       | 63' |
| 19 | Delantero      | Geyse         | 64' |
| 8  | Centrocampista | Ary Borges    | 64' |
| 17 | Centrocampista | Aline Milene  | 68' |
| 15 | Centrocampista | Julia Bianchi | 78' |

| 11 | Delantero      | Yamila Rodríguez   | 46' |
| 17 | Centrocampista | Camila Gómez Ares  | 58' |
| 15 | Centrocampista | Maricel Pereyra    | 75' |
| 21 | Defensa        | Catalina Roggerone | 75' |
| 9  | Delantero      | Estefanía Palomar  | 87' |

| Anotado | 19'   | Vitória Yaya  | 1:0 |
| Anotado | 36'   | Yasmin        | 2:0 |
| Anotado | 54'   | Bia Zaneratto | 3:0 |
| Anotado | 62'   | Gabi Nunes    | 4:0 |
| Anotado | 90+5' | Bia Zaneratto | 5:1 |

| Anotado | 81' | Celeste Dos Santos | 4:1 |

| Amonestado | 14' | Rafaelle |

| Amonestado | 51' | Julieta Cruz |

| Árbitra             | Myriam Marcotte     |
| Árbitras asistentes | Marie-Han Chretien  |
| Árbitras asistentes | Melissa Snedden     |
| Cuarta árbitra      | Carly Shaw-MacLaren |
| VAR                 | Drew Fischer        |
| Adicional VAR       | Chantal Boudreau    |

| Estadísticas      | Bandera de Brasil | Bandera de Argentina |
| Tiros             | 25                | 6                    |
| Tiros a puerta    | 12                | 3                    |
| Faltas            | 16                | 11                   |
| Saques de esquina | 5                 | 2                    |
| Penaltis          | 0                 | 0                    |
| Fueras de juego   | 4                 | 2                    |
| Posesión de balón | 56%               | 44%                  |

### Semifinales

#### Brasil vs. México
| 6 de marzo de 2024, 16:00 | Brasil                                 | 3:0 (2:0)        | México | Snapdragon Stadium, San Diego                                                  |                                                                                |
|                           | Adriana 21' · Antônia 32' · Yasmim 48' | Concacaf Reporte |        | Asistencia: Sin datos sobre espectadores Árbitra: Tori Penso VAR: Drew Fischer | Asistencia: Sin datos sobre espectadores Árbitra: Tori Penso VAR: Drew Fischer |

| 1          | Guardameta     | Luciana       |     |
| 2          | Defensa        | Antônia       |     |
| 3          | Defensa        | Tarciane      |     |
| 4          | Defensa        | Rafaelle      |     |
| 8          | Centrocampista | Ary Borges    | 46' |
| 21         | Centrocampista | Duda Santos   | 66' |
| 6          | Centrocampista | Yasmim        | 86' |
| 11         | Centrocampista | Adriana       |     |
| 10         | Delantero      | Bia Zaneratto | 60' |
| 7          | Delantero      | Debinha       |     |
| 20         | Delantero      | Duda Sampaio  | 46' |
| Entrenador | Entrenador     | Arthur Elias  |     |

| 21         | Guardameta     | Esthefanny Barreras |     |
| 5          | Defensa        | Karen Luna          |     |
| 4          | Defensa        | Rebeca Bernal       |     |
| 14         | Defensa        | Greta Espinoza      |     |
| 2          | Defensa        | Nicolette Hernández |     |
| 8          | Centrocampista | Alexia Delgado      | 59' |
| 7          | Centrocampista | María Sánchez       | 37' |
| 16         | Centrocampista | Karla Nieto         |     |
| 9          | Delantero      | Kiana Palacios      | 74' |
| 22         | Delantero      | Diana Ordóñez       | 37' |
| 11         | Delantero      | Jacqueline Ovalle   |     |
| Entrenador | Entrenador     | Pedro López         |     |

| 16 | Centrocampista | Vitória Yaya  | 46' |
| 18 | Delantero      | Gabi Portilho | 46' |
| 9  | Delantero      | Gabi Nunes    | 60' |
| 15 | Centrocampista | Julia Bianchi | 66' |
| 23 | Delantero      | Aline Gomes   | 86' |

| 3  | Defensa        | Karina Rodríguez | 37' |
| 6  | Defensa        | Reyna Reyes      | 37' |
| 20 | Centrocampista | Mayra Pelayo     | 59' |
| 18 | Centrocampista | Jasmine Casárez  | 74' |

| Anotado | 21' | Adriana | 1:0 |
| Anotado | 32' | Antônia | 2:0 |
| Anotado | 48' | Yasmim  | 3:0 |

| Amonestado | 66' | Adriana |  |

| Amonestado | 36' | Karen Luna |  |

| Expulsado | 29' | Nicolette Hernández |  |

| Árbitra             | Tori Penso         |
| Árbitras asistentes | Brooke Mayo        |
| Árbitras asistentes | Kathryn Nesbitt    |
| Cuarta árbitra      | Myriam Marcotte    |
| VAR                 | Drew Fischer       |
| Adicional VAR       | Ekaterina Koroleva |

| 1          | Guardameta     | Luciana       |     |
| 2          | Defensa        | Antônia       |     |
| 3          | Defensa        | Tarciane      |     |
| 4          | Defensa        | Rafaelle      |     |
| 8          | Centrocampista | Ary Borges    | 46' |
| 21         | Centrocampista | Duda Santos   | 66' |
| 6          | Centrocampista | Yasmim        | 86' |
| 11         | Centrocampista | Adriana       |     |
| 10         | Delantero      | Bia Zaneratto | 60' |
| 7          | Delantero      | Debinha       |     |
| 20         | Delantero      | Duda Sampaio  | 46' |
| Entrenador | Entrenador     | Arthur Elias  |     |

| 21         | Guardameta     | Esthefanny Barreras |     |
| 5          | Defensa        | Karen Luna          |     |
| 4          | Defensa        | Rebeca Bernal       |     |
| 14         | Defensa        | Greta Espinoza      |     |
| 2          | Defensa        | Nicolette Hernández |     |
| 8          | Centrocampista | Alexia Delgado      | 59' |
| 7          | Centrocampista | María Sánchez       | 37' |
| 16         | Centrocampista | Karla Nieto         |     |
| 9          | Delantero      | Kiana Palacios      | 74' |
| 22         | Delantero      | Diana Ordóñez       | 37' |
| 11         | Delantero      | Jacqueline Ovalle   |     |
| Entrenador | Entrenador     | Pedro López         |     |

| 16 | Centrocampista | Vitória Yaya  | 46' |
| 18 | Delantero      | Gabi Portilho | 46' |
| 9  | Delantero      | Gabi Nunes    | 60' |
| 15 | Centrocampista | Julia Bianchi | 66' |
| 23 | Delantero      | Aline Gomes   | 86' |

| 3  | Defensa        | Karina Rodríguez | 37' |
| 6  | Defensa        | Reyna Reyes      | 37' |
| 20 | Centrocampista | Mayra Pelayo     | 59' |
| 18 | Centrocampista | Jasmine Casárez  | 74' |

| Anotado | 21' | Adriana | 1:0 |
| Anotado | 32' | Antônia | 2:0 |
| Anotado | 48' | Yasmim  | 3:0 |

| Amonestado | 66' | Adriana |  |

| Amonestado | 36' | Karen Luna |  |

| Expulsado | 29' | Nicolette Hernández |  |

| Árbitra             | Tori Penso         |
| Árbitras asistentes | Brooke Mayo        |
| Árbitras asistentes | Kathryn Nesbitt    |
| Cuarta árbitra      | Myriam Marcotte    |
| VAR                 | Drew Fischer       |
| Adicional VAR       | Ekaterina Koroleva |

| Estadísticas      | Bandera de Brasil | Bandera de México |
| Tiros             | 23                | 8                 |
| Tiros a puerta    | 6                 | 2                 |
| Faltas            | 15                | 11                |
| Saques de esquina | 6                 | 2                 |
| Penaltis          | 0                 | 0                 |
| Fueras de juego   | 1                 | 2                 |
| Posesión de balón | 60%               | 40%               |

### Estados Unidos vs. Brasil
| 10 de marzo de 2024, 17:15 | Estados Unidos | 1:0 (1:0)        | Brasil | Snapdragon Stadium, San Diego                                               |                                                                             |
|                            | Horan 45+1'    | Concacaf Reporte |        | Asistencia: 31 528 espectadores Árbitra: Melissa Borjas VAR: Tatiana Guzmán | Asistencia: 31 528 espectadores Árbitra: Melissa Borjas VAR: Tatiana Guzmán |

| 1           | Guardameta     | Alyssa Naeher   |     |
| 23          | Defensa        | Emily Fox       |     |
| 4           | Defensa        | Naomi Girma     |     |
| 12          | Defensa        | Tierna Davidson |     |
| 19          | Defensa        | Crystal Dunn    | 86' |
| 17          | Centrocampista | Sam Coffey      | 71' |
| 15          | Centrocampista | Korbin Albert   |     |
| 22          | Centrocampista | Trinity Rodman  | 71' |
| 10          | Centrocampista | Lindsey Horan   |     |
| 16          | Centrocampista | Rose Lavelle    | 46' |
| 7           | Delantero      | Alex Morgan     | 59' |
| Entrenadora | Entrenadora    | Twila Kilgore   |     |

| 1          | Guardameta     | Luciana       |     |
| 2          | Defensa        | Antônia       |     |
| 3          | Defensa        | Tarciane      |     |
| 5          | Defensa        | Thais         |     |
| 11         | Centrocampista | Adriana       |     |
| 21         | Centrocampista | Duda Santos   | 57' |
| 20         | Centrocampista | Duda Sampaio  | 79' |
| 6          | Centrocampista | Yasmim        |     |
| 18         | Centrocampista | Gabi Portilho |     |
| 10         | Centrocampista | Bia Zaneratto | 79' |
| 9          | Delantero      | Gabi Nunes    | 65' |
| Entrenador | Entrenador     | Arthur Elias  |     |

| 6  | Delantero | Lynn Williams | 46' |
| 11 | Delantero | Sophia Smith  | 59' |
| 8  | Delantero | Jaedyn Shaw   | 71' |
| 9  | Delantero | Midge Purce   | 71' |
| 20 | Defensa   | Casey Krueger | 86' |

| 16 | Centrocampista | Vitória Yaya  | 57' |
| 19 | Delantero      | Geyse         | 65' |
| 7  | Delantero      | Debinha       | 79' |
| 15 | Centrocampista | Julia Bianchi | 79' |

| Anotado | 45+1' | Lindsey Horan | 1:0 |

| Amonestado | 55' | Alex Morgan |

| Árbitra             | Melissa Borjas   |
| Árbitras asistentes | Shirley Perello  |
| Árbitras asistentes | Lourdes Noriega  |
| Cuarta árbitra      | Odette Hamilton  |
| VAR                 | Tatiana Guzmán   |
| Adicional VAR       | Daneon Parchment |

| 1           | Guardameta     | Alyssa Naeher   |     |
| 23          | Defensa        | Emily Fox       |     |
| 4           | Defensa        | Naomi Girma     |     |
| 12          | Defensa        | Tierna Davidson |     |
| 19          | Defensa        | Crystal Dunn    | 86' |
| 17          | Centrocampista | Sam Coffey      | 71' |
| 15          | Centrocampista | Korbin Albert   |     |
| 22          | Centrocampista | Trinity Rodman  | 71' |
| 10          | Centrocampista | Lindsey Horan   |     |
| 16          | Centrocampista | Rose Lavelle    | 46' |
| 7           | Delantero      | Alex Morgan     | 59' |
| Entrenadora | Entrenadora    | Twila Kilgore   |     |

| 1          | Guardameta     | Luciana       |     |
| 2          | Defensa        | Antônia       |     |
| 3          | Defensa        | Tarciane      |     |
| 5          | Defensa        | Thais         |     |
| 11         | Centrocampista | Adriana       |     |
| 21         | Centrocampista | Duda Santos   | 57' |
| 20         | Centrocampista | Duda Sampaio  | 79' |
| 6          | Centrocampista | Yasmim        |     |
| 18         | Centrocampista | Gabi Portilho |     |
| 10         | Centrocampista | Bia Zaneratto | 79' |
| 9          | Delantero      | Gabi Nunes    | 65' |
| Entrenador | Entrenador     | Arthur Elias  |     |

| 6  | Delantero | Lynn Williams | 46' |
| 11 | Delantero | Sophia Smith  | 59' |
| 8  | Delantero | Jaedyn Shaw   | 71' |
| 9  | Delantero | Midge Purce   | 71' |
| 20 | Defensa   | Casey Krueger | 86' |

| 16 | Centrocampista | Vitória Yaya  | 57' |
| 19 | Delantero      | Geyse         | 65' |
| 7  | Delantero      | Debinha       | 79' |
| 15 | Centrocampista | Julia Bianchi | 79' |

| Anotado | 45+1' | Lindsey Horan | 1:0 |

| Amonestado | 55' | Alex Morgan |

| Árbitra             | Melissa Borjas   |
| Árbitras asistentes | Shirley Perello  |
| Árbitras asistentes | Lourdes Noriega  |
| Cuarta árbitra      | Odette Hamilton  |
| VAR                 | Tatiana Guzmán   |
| Adicional VAR       | Daneon Parchment |

| Estadísticas      | Bandera de Estados Unidos | Bandera de Brasil |
| Tiros             | 7                         | 11                |
| Tiros a puerta    | 3                         | 0                 |
| Faltas            | 15                        | 8                 |
| Saques de esquina | 4                         | 3                 |
| Penaltis          | 0                         | 0                 |
| Fueras de juego   | 2                         | 3                 |
| Posesión de balón | 45%                       | 55%               |